# سیکلوپنتوباربیتال
سیکلوپنتوباربیتال (انگلیسی: Cyclopentobarbital) یک مشتق باربیتورات است. این دارو خاصیت آرام‌بخش و ضدتشنج دارد و عمدتاً به عنوان بی‌حس‌کننده در دامپزشکی استفاده می‌شد. سیکلوپنتوباربیتال از نظر اثرات مشابه فنوباربیتال در نظر گرفته می‌شود، اما تقریباً سه برابر بیشتر طول می‌کشد و یک باربیتورات طولانی‌اثر با شروع اثر نسبتاً آهسته در نظر گرفته می‌شود.